# القطاع المستعرض الشمالي

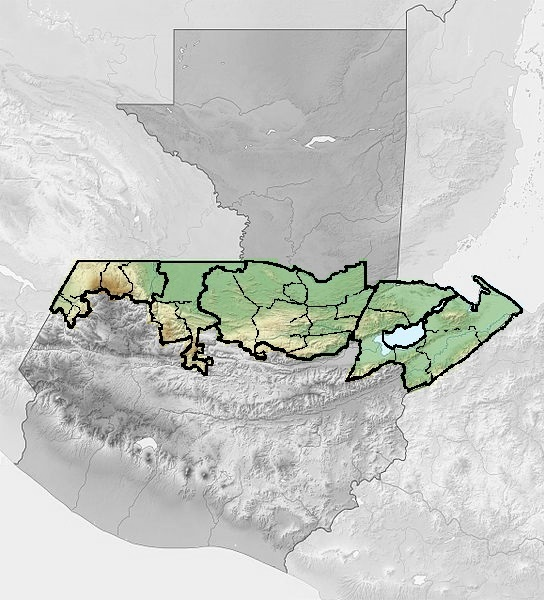
خريطه

القطاع المستعرض الشمالي (بالإسبانية: Franja Transversal del Norte) هي منطقة في غواتيمالا تُحد شمالا بخط وهمي بين فيرتيس دي سانتياغو في هيويتينانغو وميناء موديستو مينديز في إيزابال وفي الجنوب بمنطقة لا ميسيلا في هويهويتينانغو وبحيرة إيزابال. يتألف القطاع، من الغرب إلى الشرق ، من جزء من إدارات هيويتينانغو وكويتشي وألتا فيراباز وإدارة إيزابال بأكملها، ويمتد على مسافة 15750 كيلومتر مربع تقريبًا. خلال الحرب الأهلية الغواتيمالية، حصلت معظم المجازر هناك بسبب احتياطيات النفط والمعادن والأخشاب الثمينة في المنطقة. في القرن الحادي والعشرين، هناك مشاريع للعمل في المنطقة وتم بناء طريق سريع حديث في عام 2010.